# 时佩璞
时佩璞（1938年12月21日—2009年6月30日），又作时佩普，出生于山东，在昆明长大，京剧演员，男扮女装与法国驻华大使馆职员维持了20年的伴侣关系，为中華人民共和國政府收取法国政府情报。1986年两人在法国以间谍罪被判刑6年，后来獲得法国总统弗朗索瓦·密特朗特赦，於1987年获释后一直住在巴黎。2009年6月30日时佩璞在巴黎过世，享年70岁。
1988年，时佩璞的生平由美籍华裔剧作家黃哲倫改编为百老匯戏剧《蝴蝶君》，1993年，这部戏剧被改编成同名电影，由加拿大导演执导。

## 生平
时佩璞的父亲是大学教授，母亲是教师，有两个年龄远大于自己的姐姐，他在昆明长大，大学期间学会了法语。时佩璞17岁的时候在表演和歌唱方面便有名气，20几岁的时候创作了几部关于工人的戏剧。
20岁的伯纳德·布尔西科在法国驻华大使馆任会计。根据布尔西科的日记，他上学期间曾是同性恋，又希望爱上一个女人。1964年12月的一个圣诞派对上，布尔西科认识了26岁的时佩璞，当时时佩璞还没有改女装，但是眉清目秀，长得像个女孩子，还会像女孩子一样害羞。时佩璞当时教大使馆工作人员家人说汉语。时佩璞对布尔西科说，他“是女京剧演员，因为父亲想要个儿子，自己被迫装作男人”。二人很快“恋爱”，并发生“性关系”，布尔西科确信时佩璞是女人。时佩璞能骗过布尔西科的原因是，时佩璞以中国习俗为由要求性生活时不能开灯，且時佩璞有天生缺陷的隱藏式陰莖。
1969年至1972年间，布尔西科利用职务之便，为中华人民共和国提供机密文件。1977年至1979年，布尔西科赴蒙古乌兰巴托任职，为中华人民共和国收取500余份文件。布尔西科派驻在中国之外，不能经常见到时佩璞，但一直保持着恋爱关系。他们一次见面的时候，时佩璞领给布尔西科一个叫时度度的4岁孩子，说是他们的孩子。
1982年，时佩璞和这个孩子赴巴黎与布尔西科团聚。1983年6月30日，布尔西科被捕，不久，时佩璞被捕。在羁押期间，时佩璞给医生解释了他如何隐藏生殖器骗过布尔西科，并承认时度度是他从新疆买来的孩子。布尔西科发现真相之后，曾试图割喉自杀未遂。事情公开之后，布尔西科一度成为時人的笑柄。
1986年，时佩璞和布尔西科被判间谍罪，处6年监禁。中华人民共和国外交部否认时佩璞是间谍。1987年4月，时佩璞被法国总统弗朗索瓦·密特朗特赦，以缓解与中华人民共和国的紧张关系。同年8月，布尔西科也被特赦。
被特赦之后，时佩璞继续表演京剧，对他与布尔西科关系的细节三缄其口，只表示“我过去能让女人和男人都为我神魂颠倒”，“我是谁，他们是谁，不重要”。随后几年里，时佩璞与布尔西科几乎没再见过面。时佩璞临死前几个月，表示他依然爱着布尔西科。
2009年6月30日，时佩璞去世，终年70岁。布尔西科对时佩璞的死反应冷淡，说：“他做过那么多对不起我的事，都没有一丝怜悯之心，我想现在再玩另一场游戏，说我很难过这类的话是很愚蠢的。盘子现在已经空了。我自由了。”

## 文化影響
- 1988年，美籍华裔剧作家黃哲倫根据时佩璞的真人真事，创作出戏剧《蝴蝶君》，获托尼奖。戏剧蝴蝶君被改编为同名电影，由尊龍主演。
- 描寫时佩璞的上司、中國特工机构头目康生的书《中国特务》（The Chinese Secret Service）披露了时佩璞的事情。[7]

## 延伸阅读
- . Libération. 2001-07-21  [2020-01-07]. （原始内容存档于2020-11-11） （法语）.
- . Der Spiegel. 1986-05-19, 21  [2020-01-07]. （原始内容存档于2019-04-03） （德语）.